# Paul Güssfeldt
Paul Güssfeldt (escrito Güßfeldt en alemán) (Berlín, 14 de octubre de 1840 –  Berlín,18 de enero de 1920) fue un geólogo, montañero y explorador alemán.

## Biografía

### Primeros años
Güssfeldt nació en Berlín, donde también murió casi 80 años después. Después de acudir al Collège Français en su ciudad natal, estudió de 1859 a 1865 ciencias naturales y matemáticas en Heidelberg, donde se unió a las cuerpos de estudiantes Vandalia, y luego en Berlín, Giessen y Bonn.

### Ascensiones en montañas europeas
Hizo varias primeras ascensiones en los Alpes, incluyendo Piz Scerscen con Hans Grass y Caspar Capat el 13 de septiembre de 1877 a través del espolón noroeste, la llamada ruta Eisnase). Hizo ascensos en invierno de las Grandes Jorasses y el Gran Paradiso, e igualmente estableció nuevas rutas en el Mont Blanc, incluyendo la arista Peuterey el 15–19 de agosto de 1893, con Emile Rey, Christian Klucker y César Ollier).  
La Pointe Güssfeldt (4.112 m), la cima más alta en la Aiguille Blanche de Peuterey recibió su nombre, lo mismo que el Güssfeldtsattel, el collado entre Piz Scerscen y Piz Roseg también conocido como la Porta da Roseg. Esta ladera helada empinada fue ascendida por vez primera por Güssfeldt con los guías Hans Grass, Peter Jenny y Caspar Capat el 13 de septiembre de 1872. 

### Ascensiones en montañas americanas
En 1883 Güssfeldt hizo el primer intento europeo en el Aconcagua. Sobornando a los porteadores con la historia de que había un tesoro en la montaña, se acercó al Aconcagua a través del Río Volcán, haciendo dos intentos en el pico por la arista noroeste y alcanzando una altura de 6500 metros. La ruta que emprendió es hoy la vía normal a la montaña en su parte superior, puesto que la aproximación la realizó por una ruta hoy en día prohibida. Esta ruta se inició en Chile, por lo que en estos momentos se ha vuelto impracticable debido a las políticas fronterizas tanto de Chile como de Argentina. Esta ruta fue, recién en el año 1952, realizada por completo. La hazaña le correspondió a los miembros del Club Alemán Andino de Santiago Eberhard Meier, Wolfgang Förster y Ludwig Krahl.
Apenas un mes antes, en enero de 1883, Güssfeldt hizo el primer ascenso al volcán Maipo por su vertiente chilena. Nuevamente se trata de una ruta que los montañistas hoy en día no pueden repetir. En esta ocasión se debe a la negativa de la empresa Gasco a permitir el ingreso de terceros a sus terrenos, dentro de los cuales se encuentra el mencionado volcán.

### Cruceros con Guillermo II
Entre 1889 y hasta 1914 Güssfeldt fue invitado por el emperador alemán Guillermo II a unirse en su crucero veraniego anual en el mar del Norte, concediéndole también la responsabilidad de planearlo. El emperador tenía debilidad por Güssfeldt y escribió sobre él en sus memorias.